# Estanh Redon
L'estanh Redon és un llac glacial que es troba a la conca oriental del Circ de Colomèrs al vessant nord del Pirineu. La seva altitud és 2.170,40 metres i la seva superfície és de 1,15 hectàrees. Forma part de la zona perifèrica del Parc Nacional d'Aigüestortes i Estany de Sant Maurici, i pertany al terme municipal de Naut Aran a la vall d'Aran.
Està alimentat de manera natural pels emissaris de l'estany Obago, i desaigua a l'estany Long de Colomérs.
Rutes
Procedint des del refugi de Colomers (2.135 metres) cal seguir el sender GR 11 en direcció el Port de Ratera i s'arriba ràpidament a l'estany Redon.